# Riitta Uosukainen
Riitta Maria Uosukainen nata Vainikka (Enso, 18 giugno 1942) è una politica finlandese, tre volte Presidente del Parlamento finlandese tra il 1994 e il 2003 e unica donna insignita del titolo onorifico di Consigliere di Stato.

## Biografia
Nata ad Enso, nell'allora provincia di Viipuri (oggi Svetogorsk, oblast' di Leningrado) da Reino Vainikka ed Aune Ruohonen, è cresciuta ad Imatra dopo la fuga dalla Carelia durante la guerra. Ha completato lì la scuola secondaria nel 1961, per poi iscriversi presso la facoltà di lettere dell'Università di Helsinki, dove si è laureata nel 1964 in scienze umanistiche e nel 1969 in filosofia.
Ha lavorato come docente di finlandese dal 1969 al 1983 e come docente temporaneo presso l'Università di Joensuu nell'anno accademico 1976-1977.
Il 23 marzo 2018 è caduta rovinosamente percorrendo le scale della sede del Parlamento ad Helsinki.

### Carriera politica
Iniziò la sua carriera politica nel 1977, quando fu eletta nel consiglio comunale di Imatra.
È stata eletta all'Eduskunta, il parlamento della Finlandia, nelle elezioni del 1983 nel collegio elettorale di Kymi, venendo rieletta nelle successive tre legislature fino al 2003. Durante i suoi vent'anni da parlamentare ha servito come presidente del parlamento, prima donna a ricoprire tale incarico nella storia del paese, tra il 1994 e il 1995, tra il 1995 e il 1999 e infine tra il 1999 e il 2003.
Nel 1991 il Primo ministro Esko Aho l'ha nominata Ministro dell'istruzione, carica che ha mantenuto fino al 1994, quando è stata eletta presidente del parlamento.
Ha inoltre partecipato alle elezioni presidenziali del 2000, ricevendo con 392 000 voti il terzo risultato, dietro all'ex primo ministro Aho e al Ministro Tarja Halonen.
Nel 2004 Halonen l'ha nominata Consigliere di Stato (in finlandese: Valtioneuvos), prima e unica donna a ricevere tale titolo.

### Famiglia
Nel 1968 ha sposato il tenente colonnello Toivo Uosukainen, prendendone il cognome. La coppia ha un figlio.